# Эндрюс Боггесс, Милдред
Милдред Эндрюс Боггесс (англ. Mildred Andrews Boggess; 25 сентября 1915 — 8 октября 1987) — американская органистка и музыкальный педагог.
Известна, главным образом, своей 38-летней (1941—1979) преподавательской деятельностью в Университете Оклахомы. В ходе этой работы Эндрюс воспитала ряд значительных органистов, среди которых, в частности, была Диана Биш. В числе воспитанников Эндрюс было 35 стипендиатов фулбрайтовских грантов — больше, чем у любого другого органного педагога США. По мнению многих, Эндрюс была крупнейшим американским органным педагогом середины XX века. Работа Эндрюс в Университете Оклахомы стала основой для формирования в 2006 г. при этом университете Американского института органа (англ. American Organ Institute).
Память о Милдред Эндрюс жива в Университете Оклахомы настолько, что в одном из университетских зданий, где при её жизни в ходе реконструкции демонтировали орган (чем она была крайне расстроена), по легенде, до сих пор является её призрак и таинственным образом звучит органная музыка. Эндрюс завещала деньги на сооружение нового университетского органа, который и был построен в 1999 г. и был назван в её честь.